# Јирген Шпарвасер
Јирген Шпарвасер (4. јун 1948) бивши је источнонемачки фудбалер.

## Биографија
Шпарвасер је 1956. започео играчку каријеру у млађим категоријама фудбалског клуба БСГ Локомотиве Халберштат. Године 1965. прешао је у Магдебург, а дебитовао је у јануару 1966. Остао је у клубу све до 1979. године, када је због повреде кука завршио каријеру. Играо је на позицији везног играча, а наступио је на 271 мечу Оберлиге Источне Немачке и постигао 111 голова. Када је Магдебург испао у другу лигу на крају сезоне 1965/66, допринео је експресном повратку у елитни ранг такмичења, постигавши 22 гола у 27 мечева. Одиграо је 40 мечева у европским такмичењима. Био је члан тима Магдебурга који је 1974. освојио трофеј Купа победника купова.
Између 1969. и 1977. одиграо је 49 утакмица за репрезентацију Источне Немачке, постигао 14 голова. Као члан олимпијског тима 1972. године, играо је на 7 утакмица и постигао 5 погодака. Са Источном Немачком је освојио бронзану медаљу у Минхену. Учествовао је на ФИФА Светском првенству 1974. године у Западној Немачкој. Забележио је шест наступа за Источну Немачку на Светском првенству 1974. године, а запамћен је по томе што је постигао победнички гол у престижном мечу против Западне Немачке.
Тај меч је имао велику политичку конотацију због тензија између две земље, али Шпарвасер од тога није имао велике користи. Касније је изјавио: „Обичне су гласине да сам био богато награђен за постигнут гол, аутомобилом, кућом и новчаном премијом. То није тачно.” Шпарвасер је 1988. године прешао у Западну Немачку док је учествовао на тамошњем турниру за ветеране.
Након играчке каријере кратко је радио као тренер. Био је помоћник у Ајнтрахту из Франкфурта 1988 и 1989, касније главни тренер у Дармштату 98 током 1990 и 1991. године.

## Успеси

### Клуб
Магдебург
- Прва лига Источне Немачке: 1972, 1974, 1975.
- Куп Источне Немачке: 1969, 1973, 1978, 1979.
- Куп победника купова: 1973/74.

### Репрезентација
Источна Немачка
- Олимпијске игре: бронзана медаља Минхен 1972.

### Остало
- Најбољи стрелац Магдебурга у европским такмичењима: 20 голова.

Голови за репрезентацију
| 1.                                          | 9. јул 1969.       | Росток      | Египат          | 5:0 | 7:0 | Пријатељска                               |
| 2.                                          | 9. јул 1969.       | Росток      | Египат          | 6:0 | 7:0 | Пријатељска                               |
| 3.                                          | 19. децембар 1969. | Каиро       | Египат          | 1:0 | 3:1 | Пријатељска                               |
| 4.                                          | 16. август 1971.   | Гвадалахара | Мексико         | 1:0 | 1:0 | Пријатељска                               |
| 5.                                          | 7. октобар 1972.   | Дрезден     | Финска          | 2:0 | 5:0 | Квалификације за Светско првенство 1974.  |
| 6.                                          | 7. октобар 1972.   | Дрезден     | Финска          | 5:0 | 5:0 | Квалификације за Светско првенство 1974.  |
| 7.                                          | 8. април 1973.     | Магдебург   | Албанија        | 2:0 | 2:0 | Квалификације за Светско првенство 1974.  |
| 8.                                          | 13. новембар 1973. | Тирана      | Албанија        | 4:1 | 4:1 | Квалификације за Светско првенство 1974.  |
| 9.                                          | 23. мај 1974.      | Росток      | Норвешка        | 1:0 | 1:0 | Пријатељска                               |
| 10.                                         | 22. јун 1974.      | Хамбург     | Западна Немачка | 1:0 | 1:0 | Светско првенство 1974.                   |
| 11.                                         | 16. новембар 1974. | Париз       | Француска       | 1:0 | 2:2 | Квалификације за Европско првенство 1976. |
| 12.                                         | 29. јул 1975.      | Торонто     | Канада          | 1:0 | 3:0 | Пријатељска                               |
| 13.                                         | 28. јул 1977.      | Лајпциг     | Совјетски Савез | 2:1 | 2:1 | Пријатељска                               |
| 14.                                         | 29. октобар 1977.  | Бабелсберг  | Малта           | 4:0 | 9:0 | Квалификације за Светско првенство 1978.  |
| Голови Шпарвасера у дресу са државним грбом |                    |             |                 |     |     |                                           |